# SummerSlam (2021)
SummerSlam (2021) foi o 34º evento anual de luta profissional SummerSlam em pay-per-view e transmissão ao vivo produzido pela WWE. Foi realizado para lutadores das divisões de marca Raw e SmackDown da promoção. O evento aconteceu no sábado, 21 de agosto de 2021, no Allegiant Stadium no subúrbio de Paradise em Las Vegas, Nevada, e foi o primeiro SummerSlam a ir ao ar no serviço de transmissão ao vivo Peacock. Não foi o primeiro SummerSlam a acontecer em um sábado, mas foi o primeiro a ir ao ar ao vivo em um sábado, bem como o primeiro SummerSlam a acontecer em um estádio desde o evento de 1992. Foi também o primeiro evento da WWE a ir ao ar nos cinemas dos Estados Unidos, além de outros meios de transmissão. Devido à WrestleMania 37 de abril ter que ser realizada com capacidade reduzida por causa da pandemia de COVID-19, SummerSlam foi promovido como o "maior evento de 2021" da WWE. O evento teve a participação de 51.326, marcando a segunda maior multidão na história do evento e tornando-se o evento SummerSlam de maior bilheteria de todos os tempos. Este foi o último evento SummerSlam em que Vince McMahon foi o CEO e presidente da WWE, ao anunciar sua aposentadoria em julho de 2022.
Onze lutas foram disputadas no evento, incluindo uma partida no Kickoff. No evento principal, Roman Reigns derrotou John Cena para reter o Campeonato Universal do SmackDown. Em outras lutas importantes, Bobby Lashley derrotou Goldberg para reter o Campeonato da WWE do Raw, Edge derrotou Seth Rollins, Charlotte Flair derrotou a atual campeã Nikki A.S.H. e Rhea Ripley em uma luta de ameaça tripla para ganhar seu sexto Campeonato Feminino do Raw, Damian Priest derrotou Sheamus para ganhar o Campeonato dos Estados Unidos do Raw e, na luta de abertura, RK-Bro (Randy Orton e Riddle) derrotou AJ Styles e Omos para vencer o Campeonato de Duplas do Raw.

## Produção

### Introdução
SummerSlam é um evento anual pay-per-view (PPV) e WWE Network, produzido todos os verões pela WWE desde 1988. Apelidado de "A Maior Festa do Verão",

## Evento
| Papel:                    | Nome:                     |
| ------------------------- | ------------------------- |
| Comentaristas em inglês   | Michael Cole (SmackDown)  |
| Comentaristas em inglês   | Pat McAfee (SmackDown)    |
| Comentaristas em inglês   | Jimmy Smith (Raw)         |
| Comentaristas em inglês   | Corey Graves (Raw)        |
| Comentaristas em inglês   | Byron Saxton (Raw)        |
| Comentaristas em espanhol | Carlos Cabrera            |
| Comentaristas em espanhol | Marcelo Rodriguez         |
| Anunciadores de ringue    | Greg Hamilton (SmackDown) |
| Anunciadores de ringue    | Mike Rome (Raw)           |
| Anunciadores de ringue    | Raine Cruz (convidada)    |
| Árbitros                  | Danilo Anfibio            |
| Árbitros                  | Jason Ayers               |
| Árbitros                  | Jessika Carr              |
| Árbitros                  | Dan Engler                |
| Árbitros                  | Darrick Moore             |
| Árbitros                  | Eddie Orengo              |
| Árbitros                  | Chad Patton               |
| Árbitros                  | Rod Zapata                |
| Entrevistadores           | Sarah Schreiber           |
| Entrevistadores           | Mario Lopez               |
| Entrevistadores           | Tiffany Haddish           |
| Painel pré-show           | Kayla Braxton             |
| Painel pré-show           | Kevin Patrick             |
| Painel pré-show           | Peter Rosenberg           |
| Painel pré-show           | Booker T                  |
| Painel pré-show           | Jerry Lawler              |
| Painel pré-show           | Sonya Deville             |

### Pré-show
Durante o pré-show do SummerSlam, Big E enfrentou Baron Corbin. No final, enquanto Corbin tentava deixar a luta com a pasta Money in the Bank de Big E, Big E derrubou Corbin na barricada. Big E executou o Big Ending em Corbin para vencer a partida e recuperar a posse de seu contrato Money in the Bank.

### Lutas preliminares
O pay-per-view real começou com AJ Styles e Omos defendendo o Campeonato de Duplas do Raw contra RK-Bro (Randy Orton e Riddle). No final, Orton executou o RKO em Styles para ganhar o título.
Em seguida, Alexa Bliss enfrentou Eva Marie (acompanhada de Doudrop). Antes da partida começar, Bliss colocou Lilly (uma boneca de aparência assustadora que faz parte do truque de Bliss) no topo de um turnbuckle. Marie provocou Bliss pegando a boneca e dando um tapa nela, o que enfureceu Bliss. Enquanto Bliss tentava Twisted Bliss em Marie, Marie saiu do caminho. No final, Bliss aplicou um DDT em Marie para vencer a partida. Após a partida, Doudrop anunciou Marie como a perdedora da partida e passou a usar o manto de Marie.
Depois disso, Sheamus defendeu o Campeonato dos Estados Unidos contra Damian Priest. Nos momentos finais da partida, quando Sheamus aplicou um Leg Lock em Priest, Priest agarrou e removeu a máscara protetora de Sheamus (já que Sheamus havia quebrado o nariz algumas semanas antes em uma partida contra Humberto Carillo). Enquanto Sheamus tentava um Brogue Kick, Priest executou um Spinning Kick e o Reckoning em Sheamus para ganhar o título.
Na quarta partida, The Usos (Jey Uso e Jimmy Uso) defenderam o Campeonato de Duplas do SmackDown contra (The Mysterios) Rey Mysterio e Dominik Mysterio. No final, após uma partida competitiva equilibrada, The Usos executou um Double Superkick em Rey e Jimmy executou um Uso Splash em Rey para reter o título.
Em seguida, um breve segmento ocorreu com Rick Boogs tocando o tema de entrada do Campeão Intercontinental King Nakamura ao ringue. Nakamura finalmente fez sua entrada ao lado de Boogs, onde eles dançaram ao lado do comentarista do SmackDown, Pat McAfee.

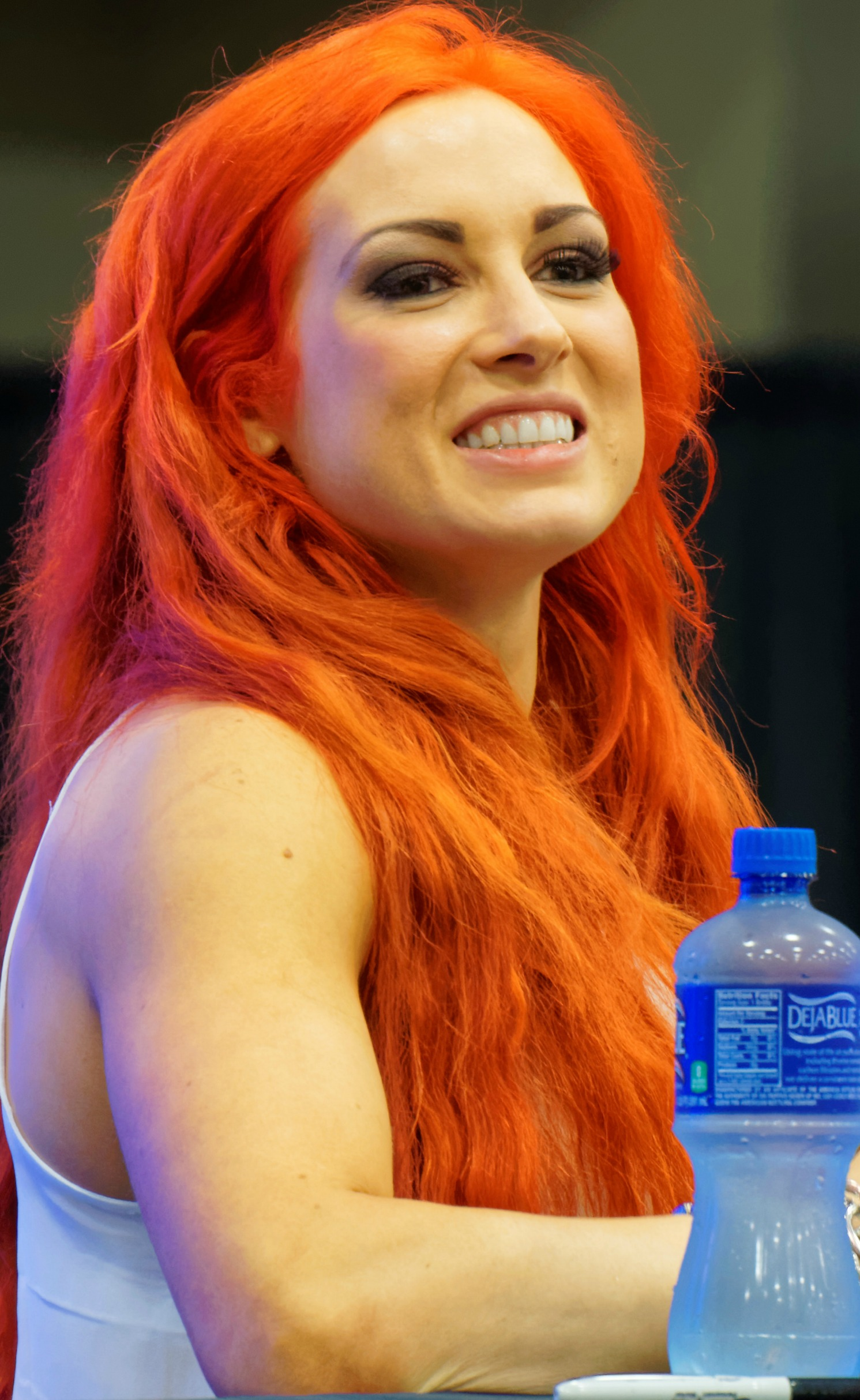
Em sua primeira aparição desde o Raw após Money in the Bank em maio de 2020, Becky Lynch voltou da licença maternidade e derrotou Bianca Belair em 26 segundos para ganhar o Campeonato Feminino do SmackDown.

Em seguida, Bianca Belair foi escalada para defender o Campeonato Feminino do SmackDown contra Sasha Banks. No entanto, foi anunciado que Banks não estava liberada para competir e seria substituído por Carmella. Antes do início da luta, Becky Lynch (em sua primeira aparição desde o Raw após Money in the Bank em maio de 2020) voltou de sua licença maternidade e atacou Carmella. Lynch então desafiou Belair pelo título, que Belair aceitou. Quando Lynch ofereceu um aperto de mão ao qual Belair aceitou, Lynch atingiu Belair com um antebraço e executou o Manhandle Slam para ganhar o título em 26 segundos.
Em seguida, ocorreu um breve segmento em que os medalhistas de ouro olímpicos dos Estados Unidos (no wrestling), Tamyra Mensah-Stock e Gable Steveson, apareceram e a multidão os aplaudiu enquanto os dois atletas olímpicos exibiam orgulhosamente suas respectivas medalhas.
Na sexta partida, Drew McIntyre enfrentou Jinder Mahal, na qual os companheiros de equipe de Mahal, Shanky e Veer, foram banidos do ringue. No final, McIntyre executou o Future Shock DDT e o Claymore Kick em Mahal para vencer a partida. Depois, Veer e Shanky saíram para checar Mahal e McIntyre perseguiu todos os três com sua espada.

### Evento principal
No evento principal, Roman Reigns (acompanhado por Paul Heyman) defendeu o Campeonato Universal contra John Cena com a estipulação de que Reigns deixaria a WWE se perdesse. Cena começou com tentativas de pin Roll-Up e Inside Cradle. Reigns rebateu o Attitude Adjustment em um DDT para uma quase queda. Reigns travou em uma guilhotina, no entanto, Cena escapou. Enquanto Reigns tentava um Spear, Cena rebateu com um chute e um Five Knuckle Shuffle. Cena realizou um Attitude Adjustment em Reigns para um nearfall. Enquanto Cena aplicava o STF, Reigns alcançou a corda para anular a finalização. Cena realizou um segundo Attitude Adjustment em Reigns por meio da mesa de anúncios, após o qual, Cena rolou Reigns de volta ao ringue para uma quase queda. Enquanto Cena tentava outro Attitude Adjustment, Reigns deu um soco no Superman para quase cair. Reigns tentou outro Spear em Cena, no entanto, Cena saiu do caminho e Reigns bateu no poste do ringue. Cena realizou um Super Attitude Adjustment na corda superior para uma quase queda. No final, enquanto Cena provocava Reigns e tentava seu próprio Spear, Reigns executou o Superman Punch duas vezes e um Spear em Cena para reter o título e permanecer na WWE. Após a luta, Brock Lesnar voltou pela primeira vez desde a WrestleMania 36 e confrontou Reigns para grande surpresa de Heyman. Depois de olhar para baixo, Reigns deixou o ringue enquanto a multidão aplaudia Lesnar para encerrar o evento. Depois que o evento saiu do ar, Lesnar executou vários suplexes alemães e um F-5 em Cena, uma reminiscência de sua luta no SummerSlam em 2014.

## Recepção
"SummerSlam" recebeu críticas geralmente positivas com duas partidas especialmente elogiadas por vários revisores, sendo elas (Cena-Reigns, Edge-Rollins), enquanto o resto do undercard não foi tão bem recebido com críticas e críticas mistas.

## Após o evento

### Raw
Depois do SummerSlam, Goldberg ficou fora da televisão no mês seguinte devido a uma lesão no joelho (kayfabe), enquanto Bobby Lashley perdeu o Campeonato da WWE para Big E na luta Money in the Bank deste último. Goldberg voltou no Raw de 4 de outubro e proclamou que mataria Lashley pelo que fez a seu filho. Lashley afirmou que seu ataque a Gage foi um mal-entendido, no qual Goldberg se recusou a acreditar. Lashley então declarou que enfrentaria Goldberg no Crown Jewel com a condição de que a partida fosse No Holds Barred, que Goldberg aceitou de bom grado.
No Raw de 30 de agosto, o novo Campeão dos Estados Unidos, Damian Priest, defendeu o título contra Sheamus e Drew McIntyre em uma luta Triple Threat onde Priest reteve. No episódio seguinte, Sheamus derrotou McIntyre para ganhar uma revanche contra Priest no Extreme Rules. No episódio de 20 de setembro, Jeff Hardy derrotou Sheamus para ganhar uma vaga na luta pelo título no Extreme Rules, tornando-se assim uma luta de ameaça tripla.
Em 4 de setembro, após sua aparição no SummerSlam, foi anunciado que o medalhista de ouro olímpico dos EUA Gable Steveson havia assinado um contrato com a WWE. Cinco dias depois, a WWE confirmou que havia assinado Steveson para um acordo Next In Line (NIL). Como parte do Draft da WWE de 2021 em outubro, Steveson foi convocado para a marca Raw.

### SmackDown

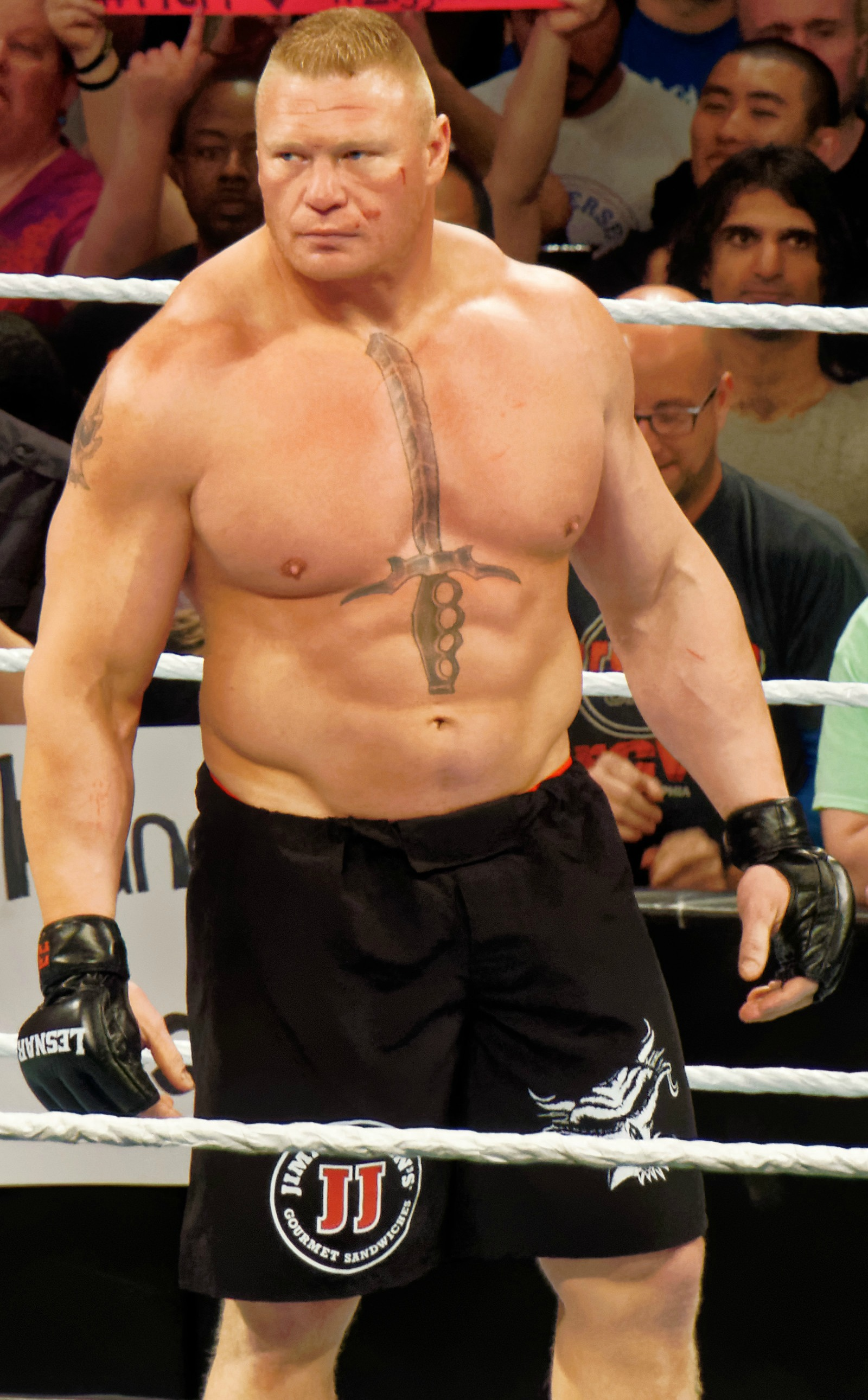
Em sua primeira aparição desde a WrestleMania 36 em abril de 2020, Brock Lesnar retornou à WWE no SummerSlam, enfrentando o Campeão Universal Roman Reigns.

No episódio de 10 de setembro do SmackDown, Brock Lesnar apareceu novamente para confrontar Roman Reigns e afirmou que seu ex-advogado, Paul Heyman, que atuava como conselheiro especial de Reigns desde agosto de 2020, sabia que Lesnar estaria no SummerSlam em uma tentativa de causar dissensão entre Reigns e Heyman. Lesnar então desafiou Heyman a aceitar uma luta contra Reigns pelo Campeonato Universal. Em 16 de setembro, a WWE anunciou que a luta ocorreria no Crown Jewel. Antes disso, no entanto, Finn Bálor recebeu sua prometida luta pelo campeonato contra Reigns no Extreme Rules, onde Reigns derrotou Bálor, que havia competido em sua persona "Demon", para testar o título.
No primeiro SmackDown após o SummerSlam, Bianca Belair desafiou Becky Lynch para uma revanche pelo Campeonato Feminino do SmackDown, no entanto, Lynch recusou. Belair então venceu uma luta four-way fatal para se tornar a desafiante número um. Depois que Lynch se recusou a defender seu título na semana seguinte, afirmando que defenderia o título quando estivesse pronta, os oficiais da WWE Adam Pearce e Sonya Deville agendaram Lynch para defender o título contra Belair no Extreme Rules. Nesse evento, Sasha Banks fez seu retorno e atacou Belair e Lynch, portanto, a partida foi considerada sem contestação. Uma luta Triple Threat entre as três pelo Campeonato Feminino do SmackDown foi agendada para Crown Jewel.
Insatisfeito com sua derrota para Edge, Seth Rollins desafiou Edge para uma revanche que ocorreu no episódio de 10 de setembro do SmackDown que Rollins venceu. Rollins ainda estava insatisfeito, entretanto, pois ficou ofendido por Edge o ter chamado de "Edge Lite" e por Edge não ter anunciado sua aposentadoria. Depois que Rollins tornou isso mais pessoal ao invadir a casa de Edge, Edge desafiou Rollins para uma luta Hell in a Cell, que estava marcada para o Crown Jewel.

### Futuro
O evento SummerSlam do ano seguinte foi realizado em julho, a primeira vez que um evento SummerSlam foi realizado naquele mês.
O evento SummerSlam de 2021 foi o último evento do SummerSlam em que Vince McMahon foi o CEO e presidente da WWE, quando ele anunciou sua aposentadoria em julho de 2022. Stephanie McMahon e Nick Khan assumiriam como co-CEOs, com a primeira também assumindo como Presidente da WWE.

## Resultados
| Nº                                          | Resultados                                                                                    | Estipulações                                                                                          | Tempo |
| ------------------------------------------- | --------------------------------------------------------------------------------------------- | --- | ----- |
| Pré- show                                   | Big E derrotou Baron Corbin                                                                   | Lutas individual                                                                                      | 6:35  |
| 1                                           | RK-Bro (Randy Orton e Riddle) derrotaram AJ Styles e Omos (c)                                 | Luta de duplas pelo Campeonato de Duplas do Raw                                                       | 7:05  |
| 2                                           | Alexa Bliss derrotou Eva Marie (com Doudrop)                                                  | Lutas individual                                                                                      | 3:50  |
| 3                                           | Damian Priest derrotou Sheamus (c)                                                            | Lutas individual pelo Campeonato dos Estados Unidos                                                   | 13:50 |
| 4                                           | The Usos (Jey Uso e Jimmy Uso) (c) derrotaram The Mysterios (Rey Mysterio e Dominik Mysterio) | Luta de duplas pelo Campeonato de Duplas do SmackDown                                                 | 10:50 |
| 5                                           | Becky Lynch derrotou Bianca Belair (c)                                                        | Lutas individual pelo Campeonato Feminino do SmackDown                                                | 0:25  |
| 6                                           | Drew McIntyre derrotou Jinder Mahal                                                           | Lutas individual Veer e Shanky foram impedidos de entrar no ringue.                                   | 4:40  |
| 7                                           | Charlotte Flair derrotou Nikki A.S.H. (c) e Rhea Ripley                                       | Luta Triple Threat pelo Campeonato Feminino do Raw                                                    | 13:05 |
| 8                                           | Edge derrotou Seth Rollins                                                                    | Lutas individual                                                                                      | 21:15 |
| 9                                           | Bobby Lashley (c) (com MVP) derrotou Goldberg por paralisação do árbitro                      | Lutas individual pelo Campeonato da WWE                                                               | 7:10  |
| 10                                          | Roman Reigns (c) (com Paul Heyman) derrotou John Cena                                         | Lutas individual pelo Campeonato Universal da WWE Se Reigns tivesse perdido, ele teria deixado a WWE. | 23:00 |
| (c) – Refere-se aos campeões antes da luta. |                                                                                               | |       |